# سنت ژان سور ویل
سنت ژان سور ویل (به فرانسوی: Saint-Jean-sur-Veyle) یک کمون (فرانسه) در فرانسه است که در ان (اوورنی-رون-آلپ) واقع شده‌است. سنت ژان سور ویل ۱۱٫۲۱ کیلومتر مربع مساحت دارد ۱۸۳ متر بالاتر از سطح دریا واقع شده‌است.